# Austroaeschna parvistigma
Austroaeschna parvistigma – gatunek ważki z rodziny żagnicowatych (Aeshnidae).